# 180-as busz (Budapest)
A budapesti 180-as jelzésű autóbusz a Cinkotai autóbuszgarázs és a Rákoskeresztúr, városközpont között közlekedett. A vonalat a Budapesti Közlekedési Zrt. üzemeltette.

## Története
A járatot 1993. december 1-jén indították a korábbi 80-as busz helyett Rákoskeresztúr, városközponttól a Gyöngytyúk utcai Egyesült Vegyiművekhez. A buszok körforgalomban közlekedtek, a Pesti út – Cinkotai út – XVII. utca – Ferihegyi út útvonalon. 2000. szeptember 12-én a Cinkotai buszgarázshoz meghosszabbították, kiváltva a 80-as busz rákosligeti útvonalát, illetve a napi 4 indulás helyett 20-30 perces követéssel közlekedtek. 2007. augusztus 21-étől a 46-os busz közlekedik helyette. 2008. szeptember 6-án 146A jelzéssel új járat indult a Cinkotai garázstól Rákoskeresztúr, városközpontig a korábbi 180-as útvonalán.
Ideiglenesen a 2010-es BKV-sztrájk ideje alatt is közlekedett a korábbi útvonalán, a Cinkotai garázs érintése nélkül.

## Útvonala
| Rákoskeresztúr, városközpont felé                                                                                         | Cinkotai autóbuszgarázs felé                                                                             |
| --- | --- |
| Cinkotai autóbuszgarázs vá. – Bökényföldi út – Cinkotai út – XVII. utca – Ferihegyi út – Rákoskeresztúr, városközpont vá. | Rákoskeresztúr, városközpont vá. – Pesti út – Cinkotai út – Bökényföldi út – Cinkotai autóbuszgarázs vá. |

## Megállóhelyei
| 0  | Cinkotai autóbuszgarázs végállomás      | 8 | 76, 192                                                              |
| 1  | Vidor utca                              | 6 | 76, 192                                                              |
| 4  | Tarack utca                             | ∫ | 76, 176, 192                                                         |
| 5  | Ferihegyi út                            | ∫ | 76, 176, 192, 198                                                    |
| 7  | Hősök tere                              | ∫ | 76, 176, 192, 198                                                    |
| 8  | Rákosliget, MÁV-állomás                 | ∫ | 76, 176, 192, 198 Rákosliget                                         |
| ∫  | Gyöngytyúk utca                         | 5 | 76, 176, 192                                                         |
| ∫  | Liget sor                               | 4 | 76, 176, 192                                                         |
| ∫  | Bakancsos utca                          | 2 | 61, 61E, 62, 80, 192, Keresztúr                                      |
| ∫  | Diák utca                               | 1 | 61, 61E, 62, 80, 192, Keresztúr                                      |
| 10 | Rákoskeresztúr, városközpont végállomás | 0 | 61, 61E, 62, 69, 69A, 80, 97, 98, 161, 162, 192, 198, 297, Keresztúr |